# Koki Ogawa
Koki Ogawa (小川 航基, Ogawa Koki, Yokohama, 8 augustus 1997) is een Japans voetballer die als aanvaller speelt bij N.E.C., dat hem in het seizoen 2023/24 huurde van Yokohama FC. In het seizoen 2024/25 werd hij definitief overgenomen door N.E.C. Ogawa maakte in 2019 zijn debuut als Japans international.

## Clubcarrière

### Júbilo Iwata
Ogawa begon zijn carrière bij Júbilo Iwata. Daar maakte hij op 6 april 2016 zijn debuut. Op 26 april 2017 scoorde hij voor het eerst voor Júbilio Iwata. Hij scoorde meteen een hattrick. In 2019 werd hij voor een halfjaar verhuurd aan Mito HollyHock, dat een niveautje lager uitkwam. Daar scoorde hij zeven keer in zeventien wedstrijden. Bij terugkomst was Júbilo gedegradeerd, waardoor hij het seizoen erop negen keer scoorde. In zijn zesde en laatste seizoen scoorde hij vijf goals in alle competities. Hij kwam tot 21 goals en zeven assists in 102 wedstrijden voor Júbilo Iwata.

### Yokohama FC
In 2022 ging hij naar Yokohama FC. In zijn eerste seizoen werd hij kampioen van de tweede Japanse competitie. In 41 wedstrijden scoorde hij zelf 26 keer. Daarmee werd hij met tien goals afstand topscorer van de competitie. Het seizoen erop scoorde hij zes doelpunten in vijftien wedstrijden.

### N.E.C.
Op 4 juli 2023 huurde N.E.C. Ogawa voor één seizoen van Yokohama FC. De Nijmeegse club bedong tevens een optie tot koop. In de openingswedstrijd tegen SBV Excelsior (3-4 nederlaag) scoorde hij in zijn debuutwedstrijd meteen zijn eerste treffer voor de club. Ook in de tweede speelronde scoorde Ogawa, maar opnieuw verloor N.E.C., met 2-1 van Heracles Almelo. Op 5 november scoorde Ogawa twee keer in een spectaculaire 3-3 tegen FC Volendam. Op 3 februari scoorde hij opnieuw tweemaal, in de met 3-1 gewonnen thuiswedstrijd met Heracles Almelo. Drie dagen later scoorde hij in de kwartfinale van de beker tegen ADO Den Haag zijn tiende goal van het seizoen. Dat was de tweede keer dat hij de dubbele cijfers bereikte in een seizoen. Op 21 maart maakte N.E.C. gebruik van de optie tot koop en legde N.E.C. Ogawa vast tot de zomer van 2027. Op 14 april scoorde hij voor de derde keer dat seizoen tweemaal in één wedstrijd, ditmaal tegen PEC Zwolle (2-2). Op 21 april stond hij aan de aftrap tijdens de bekerfinale tegen Feyenoord, dat met 0-1 won. In de laatste speelronde scoorde hij tegen Almere City zijn elfde Eredivisiegoal van het seizoen, waarmee hij in de competitie clubtopscorer werd samen met Magnus Mattsson.
In een week tijd, op 29 oktober in de beker tegen PEC Zwolle (4-2) en in de competitie tegen FC Groningen (6-0), scoorde hij vier goals, waarmee hij zijn seizoenstotaal opkrikte naar zes. Door een blessure kwam hij in de tweede seizoenshelft weinig meer tot scoren. 
In de eerste wedstrijd van zijn derde seizoen, en zijn eerste onder nieuwe trainer Dick Schreuder, zou hij eigenlijk op de bank starten, maar door ziekte van Kento Shiogai startte hij toch. Hij scoorde direct twee goals in een 5-0 overwinning op Excelsior, eentje via een omhaal. 

## Clubstatistieken
| Seizoen                        | Club             | Competitie      | Competitie | Competitie | Beker | Beker | Overig | Overig | Totaal | Totaal |
| Seizoen                        | Club             | Competitie      | Wed.       | Dlp.       | Wed.  | Dlp.  | Wed.   | Dlp.   | Wed.   | Dlp.   |
| ------------------------------ | ---------------- | --------------- | ---------- | ---------- | ----- | ----- | ------ | ------ | ------ | ------ |
| 2016                           | Júbilo Iwata     | J1 League       | 0          | 0          | 3     | 0     | —      | —      | 3      | 0      |
| 2017                           | Júbilo Iwata     | J1 League       | 5          | 0          | 5     | 4     | —      | —      | 10     | 4      |
| 2018                           | Júbilo Iwata     | J1 League       | 13         | 1          | 6     | 1     | 1      | 1      | 20     | 3      |
| 2019                           | Júbilo Iwata     | J1 League       | 5          | 0          | 5     | 0     | —      | —      | 10     | 0      |
| 2019                           | → Mito HollyHock | J2 League       | 17         | 7          | 0     | 0     | —      | —      | 17     | 7      |
| 2020                           | Júbilo Iwata     | J2 League       | 32         | 9          | 0     | 0     | —      | —      | 32     | 9      |
| 2021                           | Júbilo Iwata     | J2 League       | 24         | 1          | 3     | 4     | —      | —      | 27     | 5      |
| 2022                           | Yokohama FC      | J2 League       | 41         | 26         | 0     | 0     | —      | —      | 41     | 26     |
| 2023                           | Yokohama FC      | J1 League       | 15         | 6          | 0     | 0     | —      | —      | 15     | 6      |
| 2023/24                        | → N.E.C.         | Eredivisie      | 31         | 11         | 5     | 4     | 1      | 0      | 37     | 15     |
| 2024/25                        | N.E.C.           | Eredivisie      | 24         | 7          | 2     | 2     | 0      | 0      | 26     | 9      |
| 2025/26                        | N.E.C.           | Eredivisie      | 2          | 2          | 0     | 0     | 0      | 0      | 2      | 2      |
| Carrière totaal                | Carrière totaal  | Carrière totaal | 209        | 70         | 29    | 15    | 2      | 1      | 240    | 86     |
| Bijgewerkt op 20 augustus 2025 |                  |                 |            |            |       |       |        |        |        |        |

## Interlandcarrière
Ogawa maakte op 14 december 2019 zijn debuut in het Japans voetbalelftal tijdens een wedstrijd in de groepsfase van het Oost-Aziatisch kampioenschap voetbal 2019 tegen Hongkong (5-0). Hij scoorde meteen een hattrick in dat duel. In maart 2024 werd hij na een afwezigheid van meer dan vier jaar weer opgeroepen na een sterk seizoen bij N.E.C. Bij zijn rentree tegen Noord-Korea werd hij 10 minuten voor tijd erin gewisseld maar wist niet te scoren. In de daaropvolgende wedstrijd tegen Myanmar maakte hij dat goed met 2 doelpunten en 1 assist. Hiermee werd hij ook uitgeroepen tot man van de wedstrijd. 
| Interlands van Koki Ogawa voor Japan | Interlands van Koki Ogawa voor Japan | Interlands van Koki Ogawa voor Japan | Interlands van Koki Ogawa voor Japan | Interlands van Koki Ogawa voor Japan      | Interlands van Koki Ogawa voor Japan |
| №                                    | Datum                                | Wedstrijd                            | Uitslag                              | Competitie                                | Goals                                |
| ------------------------------------ | ------------------------------------ | ------------------------------------ | ------------------------------------ | ----------------------------------------- | ------------------------------------ |
| 1                                    | 14 december 2019                     | Japan – Hongkong                     | 5 – 0                                | Oost-Aziatisch kampioenschap voetbal 2019 | 3                                    |
| 2                                    | 21 maart 2024                        | Japan – Noord-Korea                  | 1 – 0                                | WK 2026 (kwalificatie)                    | 0                                    |
| 3                                    | 6 juni 2024                          | Myanmar – Japan                      | 0 – 5                                | WK 2026 (kwalificatie)                    | 2                                    |
| 4                                    | 5 september 2024                     | Japan – China                        | 7 – 0                                | WK 2026 (kwalificatie)                    | 0                                    |
| 5                                    | 10 september 2024                    | Bahrein – Japan                      | 0 – 5                                | WK 2026 (kwalificatie)                    | 1                                    |
| 6                                    | 10 oktober 2024                      | Saoedi-Arabië – Japan                | 0 – 2                                | WK 2026 (kwalificatie)                    | 1                                    |
| 7                                    | 15 oktober 2024                      | Japan – Australië                    | 1 – 1                                | WK 2026 (kwalificatie)                    | 0                                    |
| 8                                    | 15 november 2024                     | Indonesië – Japan                    | 0 – 4                                | WK 2026 (kwalificatie)                    | 0                                    |
| 9                                    | 19 november 2024                     | China – Japan                        | 1 – 3                                | WK 2026 (kwalificatie)                    | 2                                    |

Bijgewerkt op 11 augustus 2025.

### Interlandstatistieken
| Japans voetbalelftal | Japans voetbalelftal | Japans voetbalelftal |
| Jaar                 | Wed.                 | Dlp.                 |
| -------------------- | -------------------- | -------------------- |
| 2019                 | 1                    | 3                    |
| 2024                 | 8                    | 6                    |
| Totaal               | 9                    | 9                    |

## Erelijst
Júbilo Iwata
J2 League: 2021
 Japan -19
Aziatisch kampioenschap voetbal onder 19: 2016
Individueel
EAFF Championship Most Valuable Player: 2019
J2 League MVP: 2022
J2 League top scorer: 2022
J2 League Best XI: 2022
1 Crettaz ·
2 Pereira ·
3 Sandler ·
5 Ouwejan ·
7 Misidjan ·
8 Darelas ·
9 Shiogai ·
10 Chery  ·
11 Önal ·
14 Olden Larsen ·
15 Willems ·
17 Nuytinck ·
18 Ogawa ·
21 González ·
22 Cillessen ·
23 Sano ·
24 Verdonk ·
25 Ouaissa ·
26 Nieuwenhuijs ·
30 Linssen ·
32 Van Crooij ·
33 Sbai ·
34 El Kachati ·
35 De Laat ·
36 Entius ·
71 Proper ·
Coach: Schreuder
· Assistent-coach: Abdulla
· Assistent-coach: Međunjanin
· Assistent-coach: Van der Velden
· Keeperstrainer: Scheutjens